# 内田勝一
内田 勝一（うちだ かついち、1946年12月23日 - ）は、日本の法学者。専門は民法。早稲田大学名誉教授、元副総長、元孔子学院院長。篠塚昭次門下。同門には、早稲田大学総長の鎌田薫や浦川道太郎がいる。東京都出身。

## 略歴

### 学歴
- 東京都立世田谷工業高等学校附属中学校卒業
- 東京都立世田谷工業高等学校機械科卒業
- 1970年　早稲田大学法学部卒業
- 1972年　早稲田大学大学院法学研究科修士課程修了
- 1975年　早稲田大学大学院法学研究科博士課程修了

### 職歴
- 1974年　早稲田大学法学部助手
- 1977年　早稲田大学法学部専任講師
- 1979年　早稲田大学法学部助教授
- 1984年　早稲田大学法学部教授
- 2004年　早稲田大学国際教養学部教授・学部長
- 2006年　早稲田大学常任理事・副総長（国際化推進担当）（～2014年）
- 2014年　早稲田大学学長代理
- 2017年　早稲田大学名誉教授
- 2017年　President, Bai Xian Asia Institute

- 早稲田大学では、国際教育センター所長、別科国際部長、早稲田大学ヨーロッパセンター長、早稲田大学常任理事（副総長・国際化推進）などを歴任。国際教養学部の開設のために尽力し、国際教養学部初代学部長も務めた（2004年～2006年）。2009年に採択された「国際化拠点整備事業(グローバル30)」の構想責任者を務めた。2017年に早稲田大学を退官。

- 2017年からは、東アジアにおける国際的な学術および学生の交流促進を目的とする、Bai Xian Asia InstituteのPresidentを務める。

## 研究テーマ
- 現代契約法の基礎理論研究
- 都市・住宅政策と法の研究
- 借地借家法制における契約の自由と規制

## 在外研究等
- 1979年~1981年　ロンドン大学高等法学研究所客員研究員
- 1986年~1987年　カラマズー大学客員教授

## 著書
- 『借地・借家制度の比較研究』共著（東京大学出版会、1987年）
- 『都市政策と住宅法制 』（東京大学出版会、1993年）
- 『世界の居住運動』共著（東京大学出版会、1996年）
- 『現代借地借家法学の課題』（成文堂、1997年）
- 『借地借家法の理論と実務』共編著 （有斐閣、1997年）
- 『債権総論』（弘文堂、2000年）
- 『民法(全)体系的基礎知識』水本浩著を補訂（有斐閣、2000年）
- 『現代の都市と土地私法』共編著（有斐閣、2001年）
- 『借地・借家の裁判例　第二版』共編著（有斐閣、2001年）
- 『借家の法律相談』共編著（有斐閣、2002年）
- 『借地借家法案内』（勁草書房、2017年）
- 『早稲田民法学の現在』共著（成文堂、2017年）
- 『不確実な時代の大学戦略』（成文堂、2020年）

## 受託研究等
- 都市政策における官、民、第3セクターの関係 （1997年~1999年）
- ベトナムにおける民法改正共同研究 （2000年~ ）
- 都市再生政策の国際比較研究 （2000年~2003年）

## 所属学会
- 日本私法学会 （元理事 、2001年~2002年）
- 日本土地法学会 （理事 、1988年~）
- 比較法学会 （国内）
- 信託法学会 （理事 、1998年~ 、国内 ）
- 法社会学会

| スタブアイコン | サブスタブ | この項目は、まだ閲覧者の調べものの参照としては役立たない、人物に関連した書きかけの項目です。この項目を加筆・訂正などしてくださる協力者を求めています（P:人物伝/PJ:人物伝）。 |